# Airfix
A Airfix, é uma empresa fabricante de kits plásticos de maquetes de automóveis, aviões e outros assuntos. No Reino Unido, o nome Airfix é sinônimo desse hobby. Um modelo plástico desse tipo é chamado simplesmente de "kit Airfix", mesmo que seja produzido por outro fabricante.

## Histórico

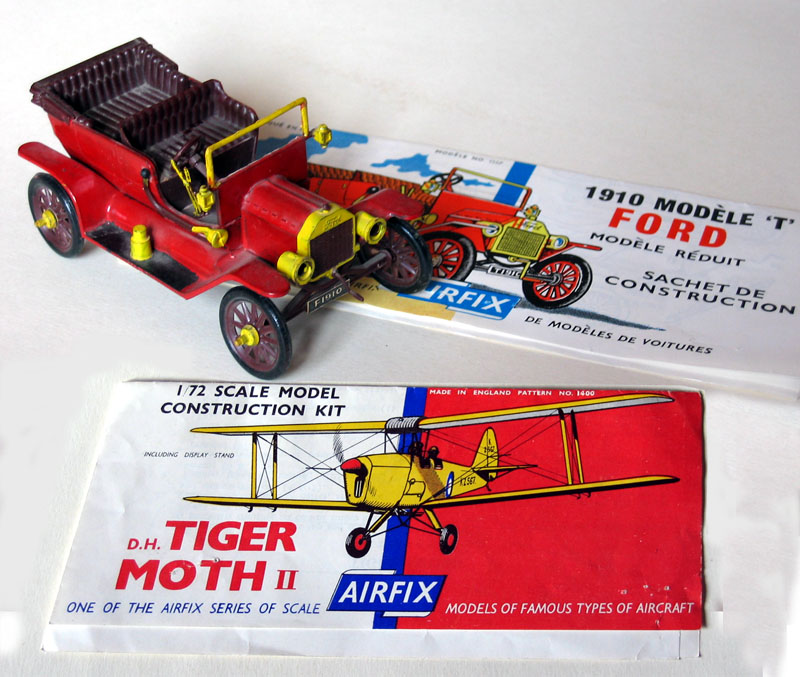
Modelos da Airfix de 1957.

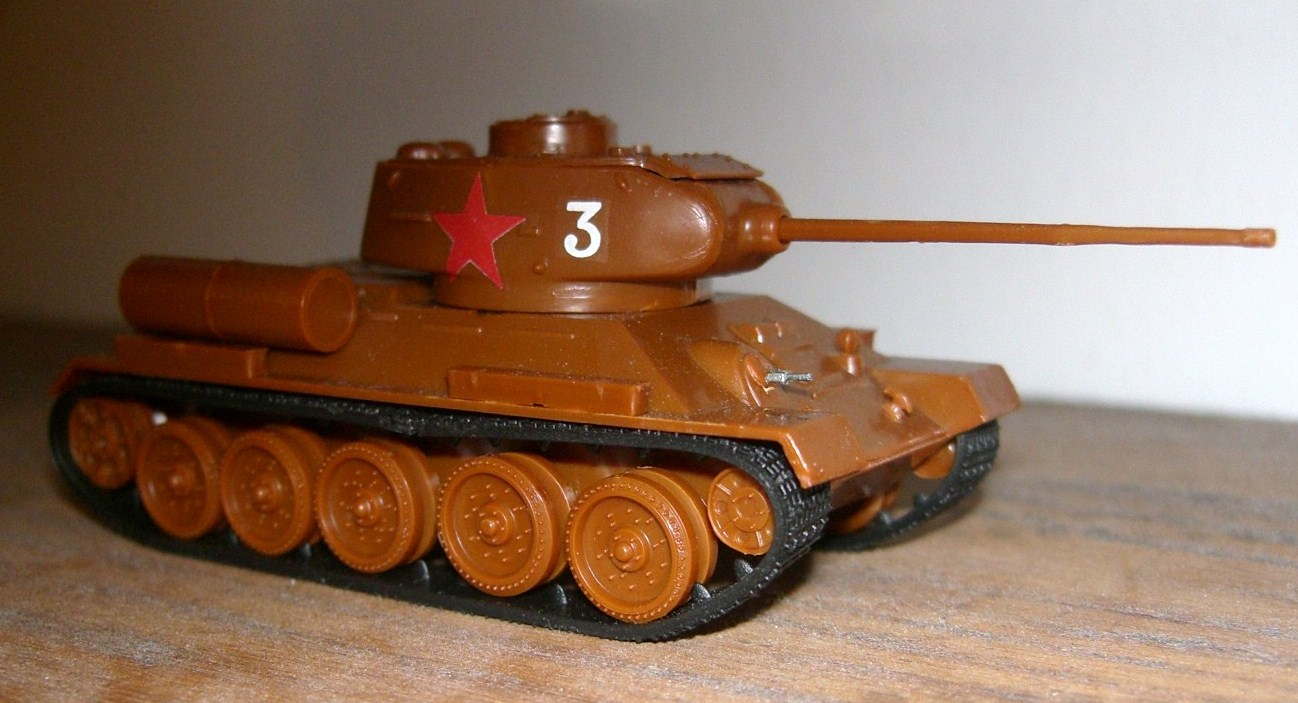
Modelo de um tanque T-34 na escala 1:76 da Airfix.

A Airfix foi criada em 1939 pelo empreendedor húngaro Nicholas Kove, inicialmente fabricando brinquedos plásticos infláveis, e mais tarde, em 1947, pentes de bolso de plástico injetado. Em 1949, ela foi  contratada para produzir um modelo do trator Ferguson TE20, que foi vendido em kit para montar pela Woolworth.
Em 1954, um comprador da Woolworth solicitou que a Airfix produzisse um modelo do galeão Golden Hind. Para atender ao preço de venda final da Woolworth, esse kit foi fabricado em poliestireno, e a embalagem era uma bolsa plástica com uma folha de papel contendo as instruções. Esse kit foi um grande sucesso e permitiu a produção de outros.
O primeiro kit de avião foi lançado em 1955, era de um Supermarine Spitfire na escala 1:72, desenvolvido por James Hay Stevens.
Durante as décadas de 1960 e 1970, a companhia se expandiu junto com a enorme popularização de hobby de modelismo. A maioria dos kits usava a escala "padrão" de 1:72 para aviões pequenos e militares, e a 1:144 para aviões de passageiros.
A aquisição, no final de 1962, da propriedade intelectual e de 35 moldes da Rosebud Kitmaster, permitiu que a Airfix fizesse seus primeiros modelos de trens, nas escalas: OO e HO, assim como seu primeiro kit de motocicleta, na escala 1:16, a Ariel Arrow.
Em meados da década de 1970, foram introduzidos kits de escala maior, como: o Spitfire, o Bf 109, o Hurricane e o Harrier na escala 1:24, chegando a lançar 17 novos kits em um ano, detendo 75% do mercado do Reino Unido.
Por uma série de fatores de mercado, na década de 1980, o mercado de plastimodelismo entrou num rápido declínio, e o grupo Airfix passou por dificuldades, declarando falência já em 1981. Mesmo depois de reestruturada, a Airfix teve uma drástica redução de mercado, passando a deter 40% do mercado do Reino Unido, e apenas 2% nos Estados Unidos, apesar de sua participação no mercado Alemão ser significativo.
Em 1986, a empresa sofreu nova reestruturação e passou a pertencer ao Hobby Products Group da Borden, Inc., que também era dona da empresa Humbrol, que passou a administrar a Airfix. O Hobby Products Group foi vendido para uma companhia de investimentos irlandesa, a Allen & McGuire, em 1994, mas permaneceu sob o nome Humbrol.
Em 31 de agosto de 2006, a Humbrol entrou em falência, muito devido ao colapso da Heller S.A., responsável pela fabricação dos kits na época. Em 10 de novembro de 2006, a Hornby Hobbies Ltd. anunciou que ia adquirir a Airfix e outros ativos da Humbrol por 2,6 milhões de libras, e relançou as marcas no ano seguinte. Em 2008, a antiga fábrica da Airfix em Hull foi demolida. Sob o controle da Hornby, a Airfix teve uma revitalização consistente.